# Tine Sundtoft

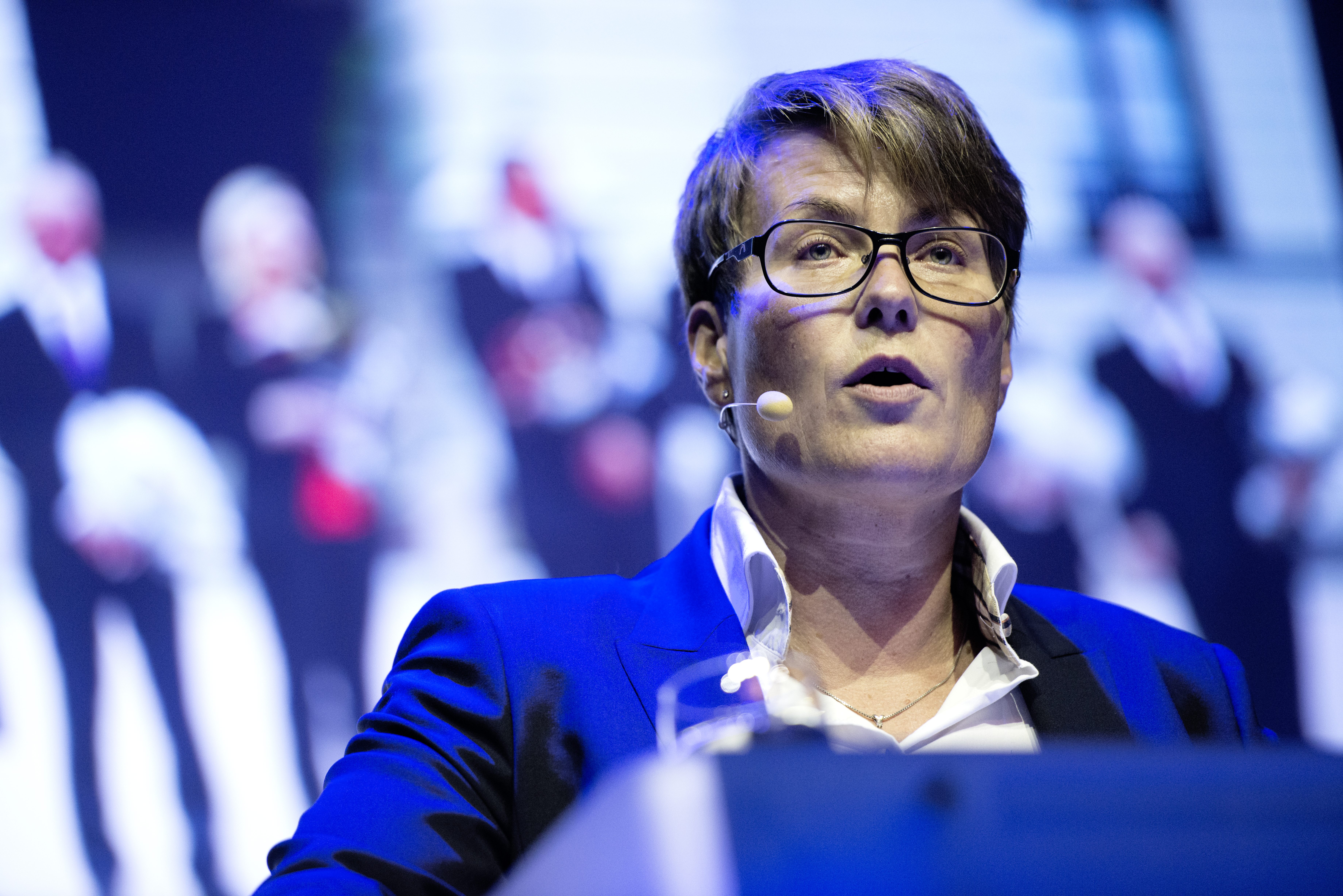
Tine Sundtoft, 2013

Kristine „Tine“ Sundtoft (* 19. April 1967 in Lillesand) ist eine norwegische Politikerin der konservativen Partei Høyre. Zwischen Oktober 2013 und Dezember 2015 war sie Klima- und Umweltministerin.

## Leben
Sundtoft wuchs in Lillesand auf, wo sie 1985 die weiterführende Schule abschloss. Von 1986 bis 1990 studierte sie Wirtschaftswissenschaften an der Handelshøyskolen BI in Oslo. Dort schloss sie als Siviløkonom ab. Während ihrer Schul- und Studienzeit engagierte sich Sundtoft in der Høyre-Parteijugend, der Unge Høyre. Von 1990 bis 1992 fungierte sie als deren Generalsekretärin. In der Zeit von 1993 bis 1995 stand sie als Präsidentin dem nordischen Union der konservativen Parteijugenden (Nordisk ungkonservativ union) vor.
Des Weiteren war sie ab Ende der 1980er-Jahre in der Lokalpolitik aktiv. So gehörte sie von 1987 bis 1991 dem Kommunalparlament von Lillesand an. Anschließend war Sundtoft bis 1995 Abgeordnete im Fylkesting des damaligen Fylkes Aust-Agder. In der von 1989 bis 1993 andauernden Legislaturperiode war sie zweite Vararepresentantin der Partei Høyre in Aust-Agder, also zweite Ersatzabgeordnete, im norwegischen Nationalparlament, dem Storting. Als solche kam sie an zwei Tagen zum Einsatz. Von 1995 bis 1996 arbeitete sie als politische Beraterin für die Høyre-Fraktion im Storting.
In der Zeit von 1996 bis 2005 nahm Sundtoft die Position als Regionaldirektorin des Arbeitgeberverbands Næringslivets Hovedorganisasjon (NHO) in Agder ein. Im Jahr 2005 wurde Sundtoft Fylkesrådmann des damaligen Fylkes Vest-Agder. Als solche hatte sie bis 2013 die Leitung der Verwaltung der Fylkeskommune inne. Am 16. Oktober 2013 wurde sie zur Klima- und Umweltministerin in der neu gebildeten Regierung Solberg ernannt. Ihre Amtszeit endete am 16. Dezember 2015, als ihr Vidar Helgesen im Rahmen einer größeren Kabinettsumbildung im Amt folgte. Im Jahr 2020 wurde sie Fylkeskommunedirektør des zum Jahresbeginn neu gebildeten Fylkes Agder. Damit erhielt sie denselben Posten, des sie zuvor bis 2013 bereits im Fylke Vest-Agder innehatte.